# Национальный музей Кимхэ
Национальный музей Кимхэ (кор. 국립 김해 박물관 Кунним Кимхэ панмульгван) — исторический музей в городе Кимхэ провинции Кёнсан-Намдо, Корея. Музей был открыт 29 июля 1998 года с целью сбора культурных ценностей, имеющихся Кая, один из старейших государств в Корее.
Музей расположен у подножия холма Куджибон, где родился Ким Суро, основатель древнекорейского государства Кымгван Кая. Музей демонстрирует культурные активы Кая и доисторических памятников культуры в Пусане и провинции Кёнсан-Намдо, а также культурное наследие Пёнхана.